# 黄藝瑟
黄 藝瑟（ファン　イェスル、朝: 황예슬、英: Hwang Ye-Sul、 1987年11月2日- ）は韓国の京畿道出身の柔道選手。階級は70kg級。身長175cm。

## 人物
2010年に地元で開催されたワールドマスターズで優勝を飾るが、世界選手権では7位に終わった。アジア大会では優勝を飾った。2011年のワールドマスターズでは2位となり、アジア選手権では優勝したものの、世界選手権では2回戦で敗れた。2012年にはアジア選手権で2連覇を果たした。ロンドンオリンピックでは準決勝でフランスのリュシ・ドコスに指導2で敗れると、3位決定戦でもオランダのエディス・ボッシュに判定で敗れてメダルを獲得できなかった。2013年はアジア選手権で3連覇を果たすと、ユニバーシアードでも優勝を飾った。世界選手権では準決勝でコロンビアのジュリ・アルベアルに合技で敗れると、3位決定戦でもオランダのキム・ポリングに合技で敗れて5位にとどまった。

## 主な戦績
- 2008年 - 韓国国際　優勝
- 2009年 - グランドスラム・パリ　5位
- 2009年 - アジア選手権　3位
- 2009年 - ユニバーシアード　3位
- 2009年 - ワールドカップ・ウランバートル　優勝
- 2009年 - ワールドカップ・スウォン　3位
- 2009年 - グランドスラム・東京　5位
- 2010年 - ワールドマスターズ　優勝
- 2010年 - グランドスラム・パリ　3位
- 2010年 - グランプリ・チュニジア　5位
- 2010年 - 東アジア選手権　優勝
- 2010年 - グランドスラム・モスクワ　3位
- 2010年 - ワールドカップ・ウランバートル　優勝
- 2010年 - 世界選手権　7位
- 2010年 - ワールドカップ・タシュケント　3位
- 2010年 - アジア大会　優勝
- 2010年 - ワールドカップ・スウォン　優勝
- 2010年 - グランドスラム・東京　3位
- 2011年 - ワールドマスターズ　2位
- 2011年 - グランドスラム・パリ　5位
- 2011年 - オーバーヴァルト　優勝
- 2011年 - アジア選手権　個人戦　優勝　団体戦　3位
- 2011年 - グランドスラム・モスクワ　5位
- 2012年 - ワールドマスターズ　5位
- 2012年 - グランドスラム・パリ　3位
- 2012年 - ワールドカップ・ワルシャワ　3位
- 2012年 - アジア選手権　個人戦　優勝　団体戦　3位
- 2012年 - ロンドン・オリンピック　5位
- 2012年 - グランドスラム・東京　3位
- 2013年 - アジア選手権　個人戦　優勝　団体戦　3位
- 2013年 - ユニバーシアード　個人戦　優勝　団体戦　優勝
- 2013年 - 世界選手権　5位
- 2013年 - グランプリ・チェジュ　優勝
- 2014年 - グランプリ・デュッセルドルフ　3位
- 2014年 - グランプリ・ウランバートル　2位
- 2015年 - グランプリ・チェジュ　5位

(出典、JudoInside.com)。